# Leucopènia
La leucopènia és la disminució del nombre de leucòcits totals per sota de 4.000-4.500 / mm³
Segons el nombre de leucòcits que es trobi disminuït, es parla de: 
- Neutropènia <1.000-1.500 / mm³ ... Moltes varietats de condicions i malalties causen neutropènia.
- Limfopènia <1.000 / mm³ ... Comú en immunodeficiències
- Eosionopènia <50 / mm³ ... es veu en la síndrome de Cushing i amb l'ús de certs medicaments (com els corticoesteroides
- Monocitopènia <100 / mm³ ... Present en anèmia aplàstica.